# Marinette (Wisconsin)
Marinette é uma cidade localizada no estado norte-americano de Wisconsin, no Condado de Marinette.

## Demografia
Segundo o censo norte-americano de 2000, a sua população era de 11.749 habitantes.
Em 2006, foi estimada uma população de 11.009, um decréscimo de 740 (-6.3%).

## Geografia
De acordo com o United States Census Bureau tem uma área de
20,6 km², dos quais 17,5 km² cobertos por terra e 3,1 km² cobertos por água.

## Localidades na vizinhança
O diagrama seguinte representa as localidades num raio de 32 km ao redor de Marinette.